# Ларгвиси (монастырь)
Монастырь Ларгвиси (груз. ლარგვისის მონასტერი) — средневековый грузинский православный монастырь в деревне Ларгвиси, в долине реки Ксани, на территории Ахалгорского муниципалитета, край Мцхета-Мтианети. Он известен в письменных источниках с XIV века. Сохранившаяся церковь, представляющая собой крестово-купольный храм, датируется 1759 годом. Монастырь также служил фамильным для рода Квенипневели, ксанских князей и одной из самых влиятельных семей Картлийского царства.

## История
Грузинская хроника ксанских князей XV века приписывает основание монастыря легендарному предку рода Ростому, предположительно современнику византийского императора Юстиниана I. Монастырь хорошо задокументирован, начиная с начала XIV века, когда ксанские князья на протяжении нескольких поколений делали пожертвования в его пользу. Он был разрушен во время вторжения Тамерлана в Грузию в 1400 году, а затем восстановлен и украшен фресками художника Григола Бандаисдзе. В 1470 году монастырь подвергся дополнительной реконструкции при князе Шалве, который также возвёл оборонительную стену с колокольней на ней. При ксанском князе Шанше к нему были добавлены дополнительные укрепления, превратившие его в княжеский замок. В 1759 году церковь была основательно перестроена в рамках создания монастыря святого Феодора Тирона князем Давидом и его матерью Кетеван. Это событие отмечено грузинской надписью шрифтом «асомтаврули» на иконе Божией Матери из Ларгвиси. Это здание, заменившее собой более старое безглавое, имело совершенно новую планировку и сохранилось до нынешних времён. После 2008 года нет практически доступа грузинским духовным лицам на территорию район.

## Архитектура

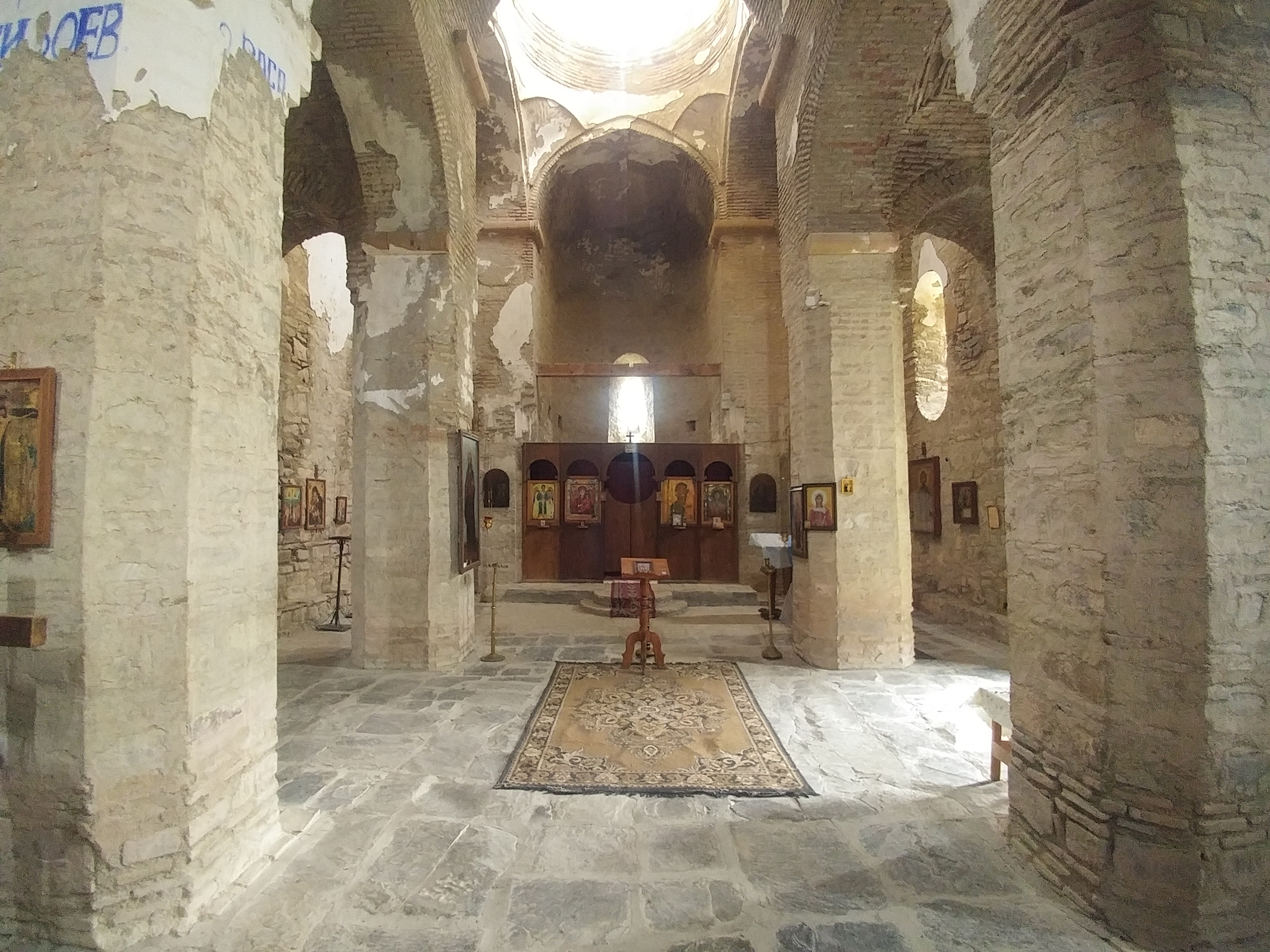
Интерьер храма в Ларгвиси.

Монастырь Ларгвиси расположен на склоне холма, у места слиянии рек Ксани и Чурта. Он представляет собой купольную крестово-квадратную церковь, имеющую примерную площадь в 20 на 12 метров. Общий её план вытянут по оси с восток на запад. Церковь построена из кирпича и покрыта блоками тёсаного камня, с четырьмя каменными колоннами в нефе. Купол опирается на высокие проходы, соединяющиеся в форме креста. Церковь имеет два входа: с западной и южной стороны. Над западным окном расположена скульптура, высеченная в камне, изображающая правую руку человека и инструменты для каменной кладки. Оборонительные сооружения, примыкающие к монастырю, являются частью цитадели с разрушенными стенами и башнями, располагавшейся выше на холме.